# Абаев, Георгий Максимович
Гео́ргий Макси́мович Аба́ев (1 апреля 1901, Хвалынск, Саратовская губерния — 2 февраля 1979, Москва) — советский военачальник, генерал-майор. Начальник штаба 70-й армии в период Великой Отечественной войны.

## Биография
Родился 1 апреля 1901 года в Хвалынске Саратовской губернии.
С 1919 года призван в ряды РККА, служил в войсках. С 1919 по 1921 год был участником Гражданской войны, воевал на Южном фронте против войск генерала А. И. Деникина, с 1921 года был участником подавления Западно-Сибирского восстания.
С 1925 года после окончания Военной академии РККА имени М. В. Фрунзе служил в частях на командных и штабных должностях.
С 22 июня 1941 по 2 января 1942 года в период Великой Отечественной войны служил в Оперативном управлении Генерального штаба РККА в должности старшего помощника начальника Западного направления, входил в состав оперативной группы генерала А. М. Василевского, которая сыграла весомую роль в организации Московской битвы. В круг основных обязанностей оперативной группы входило: «всесторонне знать и правильно оценивать события на фронте; постоянно и точно, но без излишней мелочности, информировать о них Ставку; в связи с изменениями во фронтовой обстановке своевременно и правильно вырабатывать и докладывать Верховному Главнокомандованию свои предложения; в соответствии с принимаемыми Ставкой оперативно-стратегическими решениями быстро и точно разрабатывать планы и директивы; вести строгий и непрерывный контроль за выполнением всех решений Ставки, а также за боеготовностью и боеспособностью войск, формированием и подготовкой резервов, материально-боевым обеспечением войск».
С марта по ноябрь 1943 года — начальник оперативного отдела и заместитель начальника штаба 70-й армии в составе Центрального фронта, в составе армии принимал участие в оборонительных и наступательных операциях на Севском направлении, с 5 июля армия отражала атаки немецких войск на северном фасе Курской дуги.
С 17 ноября 1943 по 19 февраля 1944 год — начальник штаба 70-й армии находящейся с сентября 1943 года в резерве Ставки ВГК, в составе армии участвовал в битве за Днепр.
С 1944 по 1945 год — начальник оперативного отдела и заместитель начальника штаба 2-го Белорусского фронта, в составе фронта участвовал в Полесской, с 23 июня — Белорусской, с 30 августа — Ломжа-Ружанской операциях, с 13 января 1945 года — Восточно-Прусской, с 10 февраля — Восточно-Померанской и с 16 апреля — Берлинской наступательных операциях.
С 1945 по 1955 год находился на педагогической работе в Краснознамённом высшем военном инженерно-техническом училище.
С 1955 года на пенсии.
Скончался 2 февраля 1979 года в Москве.

## Награды
- Орден Ленина (21.02.1945);
- три ордена Красного Знамени (04.07.1944; 03.11.1944, 15.11.1950);
- Орден Красной Звезды (13.09.1943);
- Медаль «За боевые заслуги» (21.06.1968);
- Юбилейная медаль «XX лет Рабоче-Крестьянской Красной Армии» (22.02.1938);
- Медаль «За оборону Москвы» (22.07.1944);
- Медаль «За победу над Германией в Великой Отечественной войне 1941—1945 гг.» (22.08.1945)[8][1].